# Hebella hartmeyeri
Hebella hartmeyeri är en nässeldjursart som först beskrevs av Eberhard Stechow och Müller 1923.  Hebella hartmeyeri ingår i släktet Hebella och familjen Hebellidae. Inga underarter finns listade i Catalogue of Life.